# Carmen Aub
Carmen Aub (Città del Messico, 24 ottobre 1989) è un'attrice messicana.
Divenne nota nell'America Latina grazie al personaggio di Greta Domenechi Würtz nella telenovela colombiana Niñas mal (2010). Vive attualmente a Miami, dove si trasferì all'età da fanciulla e completò i suoi studi teatrali. In seguito a Niñas mal è parte del cast del serial televisivo Donde està Elisa?. Nel 2013 è entrata a far parte nel cast di Pasión prohibida, telenovela prodotta da Telemundo e girata a Miami, dove interpreta il ruolo di Nina la cugina di Bruno (Jencarlos Canela) innamorata di lui.
Nel 2015 è nel cast diː El señor de los cielos.

## Niñas mal
In Niñas mal, la Aub è Greta Domenechi Würtz, una diciassettene timida e pudica, cresciuta in una famiglia snob e all'antica. È perdutamente innamorata del fidanzato, Enrique "Kike" Linàres, figlio di un influente imprenditore; scoprirà ben presto che Kike la sta tradendo, per cui inizia a frequentare un night club, il Limite, nei panni di Lola: una ragazza seducente con desideri sessuali. In seguito trova l'amore con Emiliano, il guardiano della "Casa Maca"; Greta lo vedrà baciare una sconosciuta, e in lacrime, rimarrà alla "Casa Maca", dove imparerà a fidarsi solamente di sé stessa.